# Вашингтон Кепіталс
«Вашингтон Кепіталс» (укр. Вашингтонські Столичники, англ. Washington Capitals) — заснована у 1974 професіональна хокейна команда міста Вашингтон (округ Колумбія), столиці США.
Команда — член Столичного дивізіону, Східної конференції, Національної хокейної ліги.

## Історія
У 2018 році «Кепіталс» стали володарем Кубка Стенлі.
6 квітня 2025 року гравець «столичних», росіянин Олександр Овечкін закинув 895-у шайбу в регулярному чемпіонаті та став найкращим бомбардиром в історії ліги перевершивши попередній рекорд канадця Вейна Грецкі.

## Арена

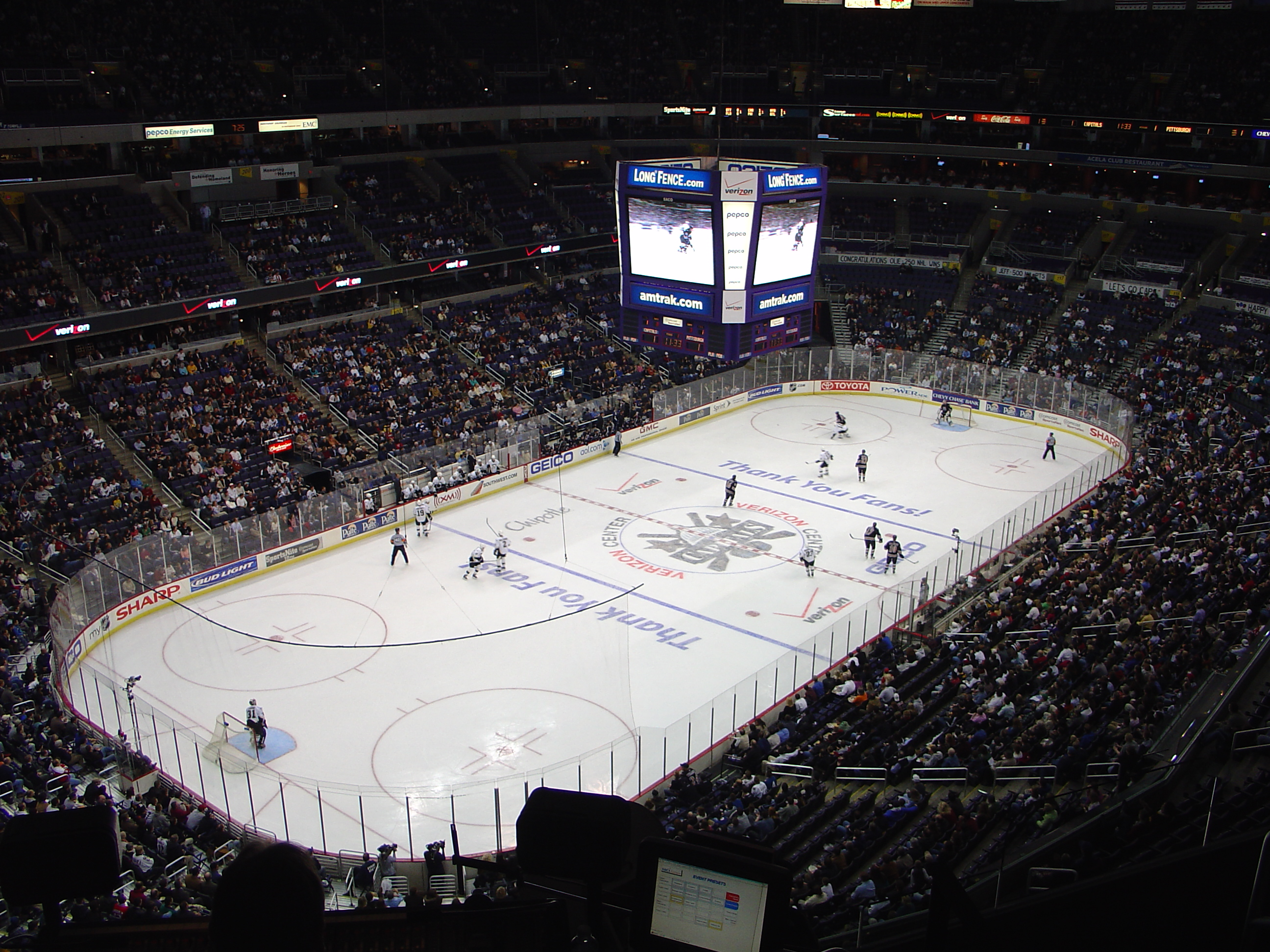
«Верайзон-центр»

Домашній стадіон клубу «Вашингтон Кепіталс» — Верайзон-центр, який вміщує 18 277 глядачів.

## Капітани клубу
- Даг Монс, 1974–75
- Білл Клемент, 1975–76
- Івон Лабре, 1976–78
- Гі Шаррон, 1978–79
- Раян Волтер, 1979–82
- Род Ленгвей, 1982–93
- Кевін Гетчер, 1993–94
- Дейл Гантер, 1994–99
- Адам Оутс, 1999–2001
- Стів Коновальчук та Брендан Вітт, 
 2001–02 (капітани)
- Стів Коновальчук, 2002–03
- Джефф Галперн, 2005–06
- Кріс Кларк, 2006–09
- Олександр Овечкін, 2010–до сьогодні

## Закріплені номери
| No.  | Гравець      | Позиція | Кар'єра   | Дата              |
| ---- | ------------ | ------- | --------- | ----------------- |
| 5    | Род Ленгвей  | З       | 1982–1993 | 26 листопада 1997 |
| 7    | Івон Лабре   | З       | 1974–1980 | 7 листопада 1981  |
| 11   | Майк Гартнер | ПН      | 1979–1989 | 28 грудня 2008    |
| 32   | Дейл Гантер  | Ц       | 1987–1999 | 11 березня 2000   |
| 99 1 | Вейн Грецкі  | Ц       | 1978–1988 | 1 жовтня 1999     |

Примітки:
- 1 № 99 за Грецкі закріплений командами усієї ліги НХЛ 6 лютого 2000.[3]